# Eparquía de Chernivtsí
La eparquía de Chernivtsí (en latín: Eparchia Chernivcensis y en ucraniano: Чернівецька єпархія) es una circunscripción eclesiástica de la Iglesia católica en Ucrania. Se trata de una eparquía greco-católica ucraniana, sufragánea de la archieparquía de Ivano-Frankivsk. Desde el 12 de septiembre de 2017 su eparca es Josafat Moščyč.

## Territorio y organización
La eparquía tiene 8097 km² y extiende su jurisdicción sobre los fieles católicos de rito bizantino residentes en la óblast de Chernivtsí.
La sede de la eparquía se encuentra en la ciudad de Chernivtsí, en donde se halla la Catedral de Nuestra Señora de la Asunción.
En 2021 en la eparquía existían 25 parroquias agrupadas en 2 decanatos:
- Decanato de Chernivtsí:
  - Asunción de la Santísima Virgen, en Chernivtsí
  - Natividad de la Santísima Virgen y San Antonio, en Chernivtsí
  - Intercesión de la Santísima Virgen, en Chernivtsí
  - Intercesión de la Santísima Virgen, en Hlyboka
  - San Pedro y San Pablo, en Kitsman
  - Envío del Espíritu Santo, en Novoselytsia
  - Ascensión del Señor, en Ridkivtsi
  - Parroquia en Toporivtsi
  - Transfiguración del Señor, en Jotín
- Decanato de Vyzhnytsia:
  - Santos Apóstoles Pedro y Pablo, en Vyzhnytsia
  - Santos Volodymyr y Olga, en Vashkivtsi
  - San Juan el Teólogo, en Berehomet
  - Intercesión de la Santísima Virgen, en Putyla
  - San Volodymyr, en Seljatyn
  - Santos Apóstoles Pedro y Pablo, en Jadova Nouă
  - Espíritu Santo, en Davydivka
  - Todos los Santos del Pueblo Ucraniano, en Storozhynets

## Historia
Los intentos de crear estructuras oficiales de la Iglesia greco-católica ucraniana en Bukovina se remontan a finales del siglo XVIII, y el primer templo se dedicó a 1821. Los greco-católicos de Bukovina estaban originalmente subordinados a la archieparquía de Leópolis de los ucranianos, pero 1885 se erigió la eparquía de Stanislaviv (hoy archieparquía de Ivano-Frankivsk) y pasaron a depender de ella. Con el advenimiento del gobierno comunista, la comunidad se vio obligada a actuar en la clandestinidad.
Después del renacimiento de la Iglesia, en 1993 se erigió la eparquía de Kolomyia-Chernivtsí, separando territorio de la eparquía de Ivano-Frankivsk. Cuando se estableció el metropolitanato de Ivano-Frankivsk en 2011, la eparquía de Kolomyia-Chernivtsí se convirtió en parte de él.
La eparquía de Chernivtsi fue erigida por el Sínodo de los Obispos de la Iglesia greco-católica ucraniana reunido en Briukhovychi (Leópolis) del 4 al 11 de septiembre de 2016, por separación de la eparquía de Kolomyia-Chernivtsí, que dio origen a la presente eparquía y a la de Kolomyia. El 12 de septiembre de 2017 el papa Francisco otorgó su consentimiento a la erección de esta nueva eparquía, canónicamente establecida por decreto del arzobispo mayor Sviatoslav Shevchuk del 5 de octubre siguiente.

## Estadísticas
Según el Anuario Pontificio 2022 la eparquía tenía a fines de 2021 un total de 19 790 fieles bautizados.
| Año                                                                             | Población            | Población | Población      | Sacerdotes | Sacerdotes    | Sacerdotes    | Bautizados por sacerdote | Diáconos permanentes | Religiosos | Religiosos | Parroquias |
| Año                                                                             | Bautizados católicos | Total     | % de católicos | Total      | Clero secular | Clero regular | Bautizados por sacerdote | Diáconos permanentes | Varones    | Mujeres    | Parroquias |
| ------------------------------------------------------------------------------- | -------------------- | --------- | -------------- | ---------- | ------------- | ------------- | ------------------------ | -------------------- | ---------- | ---------- | ---------- |
| 2018                                                                            | 20 000               | 913 275   | 2.2            | 12         | 12            |               | 1666                     | 1                    |            |            | 18         |
| 2019                                                                            | 20 000               | 909 893   | 2.2            | 16         | 16            |               | 1250                     | 2                    |            |            | 22         |
| 2021                                                                            | 19 790               | 901 632   | 2.2            | 24         | 24            |               | 824                      |                      |            | 2          | 25         |
| Fuente: Catholic-Hierarchy, que a su vez toma los datos del Anuario Pontificio. |                      |           |                |            |               |               |                          |                      |            |            |            |

## Episcopologio
- Josafat Moščyč, desde el 12 de septiembre de 2017